# Mlalouankoudjou
 (mai 2024).
La mise en forme du texte ne suit pas les recommandations de Wikipédia : il faut le « wikifier ».
Les points d'amélioration suivants sont les cas les plus fréquents :
- Les titres sont pré-formatés par le logiciel. Ils ne sont ni en capitales, ni en gras.
- Le texte ne doit pas être écrit en capitales (les noms de famille non plus), ni en gras, ni en italique, ni en « petit »…
- Le gras n'est utilisé que pour surligner le titre de l'article dans l'introduction, une seule fois.
- L'italique est rarement utilisé : mots en langue étrangère, titres d'œuvres, noms de bateaux, etc.
- Les citations ne sont pas en italique mais en corps de texte normal. Elles sont entourées par des guillemets français : « et ».
- Les listes à puces sont à éviter, des paragraphes rédigés étant largement préférés. Les tableaux sont à réserver à la présentation de données structurées (résultats, etc.).
- Les appels de note de bas de page (petits chiffres en exposant, introduits par l'outil «  Source ») sont à placer entre la fin de phrase et le point final[comme ça].
- Les liens internes (vers d'autres articles de Wikipédia) sont à choisir avec parcimonie. Créez des liens vers des articles approfondissant le sujet. Les termes génériques sans rapport avec le sujet sont à éviter, ainsi que les répétitions de liens vers un même terme.
- Les liens externes sont à placer uniquement dans une section « Liens externes », à la fin de l'article. Ces liens sont à choisir avec parcimonie suivant les règles définies. Si un lien sert de source à l'article, son insertion dans le texte est à faire par les notes de bas de page.
- La présentation des références doit suivre les conventions bibliographiques. Il est recommandé d'utiliser les modèles {{Ouvrage}}, {{Chapitre}}, {{Article}}, {{Lien web}} et/ou {{Bibliographie}}. Le mode d'édition visuel peut mettre en forme automatiquement les références.
- Insérer une infobox (cadre d'informations à droite) n'est pas obligatoire pour parachever la mise en page.

Pour une aide détaillée, merci de consulter Aide:Wikification.
Si vous pensez que ces points ont été résolus, vous pouvez retirer ce bandeau et améliorer la mise en forme d'un autre article.
Mlali mbadjini Est ou Mlalouankoudjou est une commune de Préfecture de Mbadjini-Est, la plus grande région des Comores, située à l'est de la Grande Comore entre Nioumamilima et Dar-Salama Mbadjini dans le département de Pimba.

## Géographie
Mlali Mbadjini Est est situé à l'est de la Grande Comore, au centre de Simboussa, Foumbouni, Dar-Salama Mbadjini et Nioumamilima.
Le village est desservi par 2 axes routiers qui le placent dans un centre stratégique du département, malgré l'état des routes voisines qui ne cesse de se dégrader.
Il est composé de plusieurs quartiers, notamment : Kossovo, Dache, Tramba Nkoho, Itahara, Viet, Salimani, Galawa, etc.

## Personnalités
À ce jour, de nombreuses personnalités ont apporté leur savoir-faire et leur présence au village à différentes époques. 
Parmi elles, on peut citer : 
- Msubuti, une figure historique qui représente le village dans toute sa splendeur. Selon les informations disponibles, lui et son épouse Moimbiwa font partie des premiers habitants du village, voire les premiers.

- Djabiri, réputé pour sa puissance exceptionnelle qui inspirait la crainte à tous les habitants de la région. À titre d'exemple, nous pouvons mentionner l'anecdote du sept ya djabiri que loloi qui illustre la capacité de Djabiri à ne jamais perdre au jeu de 54 cartes, même lorsqu'il joue un 7 contre un As.

- Mze Hafidhou, sa renommée est due à son intelligence[non neutre] et à sa vision du futur. Plusieurs de ses prédictions faites au xxe siècle se sont avérées exactes[réf. nécessaire].

## Culture
La culture est un élément important dans la vie des Mlaliens. Par exemple, le Grand mariage appelé localement Anda na mila qui permet de se distinguer socialement. Il faut compter au minimum 20 000 euros pour le réaliser.
Plusieurs activités culturelles sont présentes durant tout le mariage, notamment le Sambe, Madjilisse, Djaliko, Toirab, Utamaduni…